# Rosthalsad fnittertrast
Rosthalsad fnittertrast (Pterorhinus ruficollis) är en fågel i familjen fnittertrastar inom ordningen tättingar. Den förekommer i Asien, från Nepal till Myanmar. Beståndet anses vara livskraftigt.

## Utseende
Rosthalsad fnittertrast är en 23 cm lång fågel med svart på ansikte och strupe. På halssidan syns en rostfärgad fläck och även undergumpen är rostfärgad.

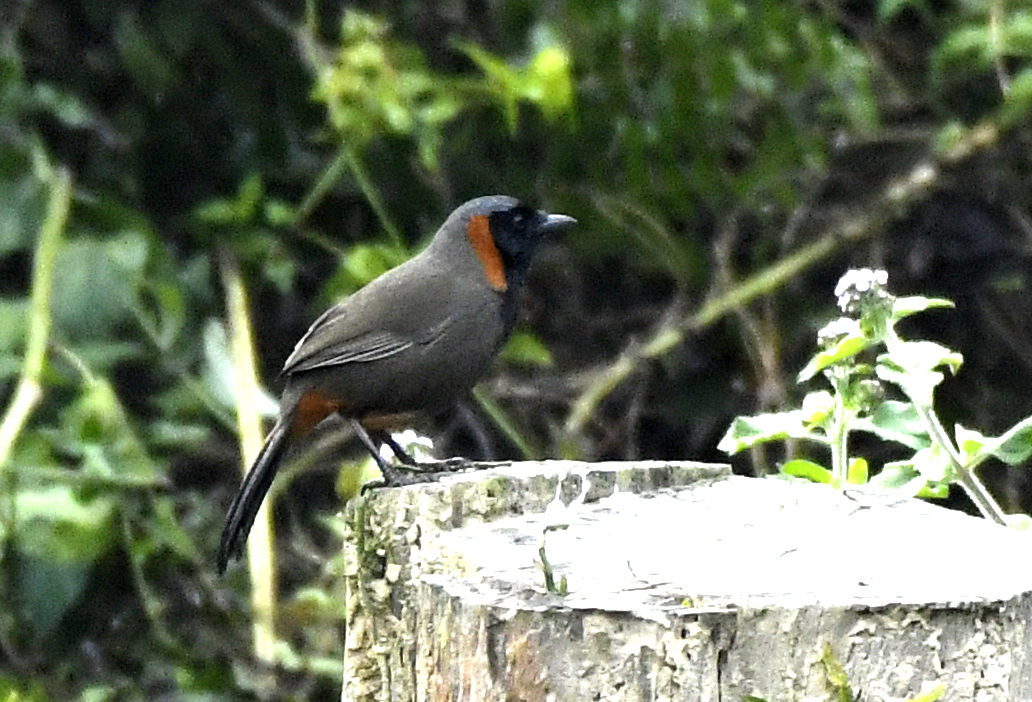

## Utbredning och systematik
Fågeln häckar i blandskog från östra Nepal till sydvästra Kina, nordöstra Indien och Myanmar. Den behandlas som monotypisk, det vill säga att den inte delas in i några underarter.

### Släktestillhörighet
Rosthalsad fnittertrast placeras traditionellt i det stora fnittertrastsläktet Garrulax, men den taxonomiska auktoriteten Clements et al lyfte ut den och ett antal andra arter till släktet Ianthocincla efter DNA-studier. Senare studier visar att Garrulax består av flera, äldre utvecklingslinjer, även inom Ianthocincla. Författarna till studien rekommenderar därför att släktet delas upp ytterligare, på så sätt att rosthalsad fnittertrast med släktingar lyfts ut till det egna släktet Pterorhinus. Idag följer tongivande International Ornithological Congress och även Clements et al dessa rekommendationer.

## Status och hot
Arten har ett stort utbredningsområde och en stor population med stabil utveckling och tros inte vara utsatt för något substantiellt hot. Utifrån dessa kriterier kategoriserar internationella naturvårdsunionen IUCN arten som livskraftig (LC). Världspopulationen har inte uppskattats men den beskrivs som frekvent förekommande till ovanlig.